# 咪姆
《咪姆》（ミームいろいろ夢の旅），是一部1983年–1985年间由日本TBS电视台播放的科普动画片。	由日本动画公司(Nippon Animation)制作，该片以咪姆，这位虚拟的、来自计算机世界中的电子妖精为主角，通过她和剧中其他少年少女们在历史长河中、在日常生活的种种经历和冒险，以非常亲近和浅显易懂的方式向观众们讲述着一个个大到人类发明史、未来科学展望，小到日常生活常识的故事。原定计划只播出半年，但是在播放过程中受到了越来越多的好评，于是播放被一次次延长，内容和人物上发生了相应的变更。截至1985年9月29日，共播出127集，外加2集实写版。
“咪姆”这个取名的含义：
“咪姆”是由原文音译过来的，不过准确的英文拼写实际是“Meme”（模因）。这个词是英国动物行为学家理查德·道金斯（Richard Dawkins）在其著作《自私的基因》（《The Selfish Gene》）中所提出的概念，其本身所代表的意思是“文化传达的单位”，用以解释人类发展过程中文明和文化是如何被延续的（按照书中的一句说法，“the computers in which memes live are human brains”）。

## 内容简介
“咪姆”，日本科学教育动画片，原名／Meme，由Nippon Animation公司制作，1983年4月3日开始在日本TBS电视台首播。该片以咪姆，这位虚拟的、来自计算机世界中的电子妖精为主角，通过她和剧中其他少年少女们在历史长河中、在日常生活的种种经历和冒险，以非常亲近和浅显易懂的方式向观众们讲述着一个个大到人类发明史、未来科学展望，小到日常生活常识的故事。原定计划只播出半年，但是在播放过程中受到了越来越多的好评，于是播放被一次次延长，内容和人物上发生了相应的变更。截至1985年9月29日，共播出127集，外加2集实写版。

## 第1期 大助兄妹編
第一部分“大助兄妹篇”1–51集，以历史上著名的科学家和发明家、通讯技术的发展等为主题，每一回的都是以大助兄妹的发问以及咪姆的作答进入故事。初期科教性较强，主要是咪姆以旁白的角色伴随着某一故事的发展。从该篇中期起加强了故事性，大助兄妹开始与咪姆一起进入虚拟世界，体验各种自然与宇宙间的环境、CAPTIAN system（Character And Pattern Telephone Access Information Network System）和计算机的普及、未来世界的生活等等。

## 第2期 科学侦探团編
第二部分“科学侦探团篇”52–127集，咪姆和因为家用电脑而聚集在一起的7位孩子组成了科学侦探团。说教性较前篇更加的弱化，故事的喜剧性和日常要素得到了进一步的加强，时而以日常生活中碰到的疑问进入故事的发展。篇中结合着现实社会，也出现了涉及1984年奥运会和1985年在日本举行的世界博覽會的内容。

## 角色
- 咪姆（日语配音:藤田淑子）

## 播映电视台
- TBS电视台